# Friede sei mit Dir

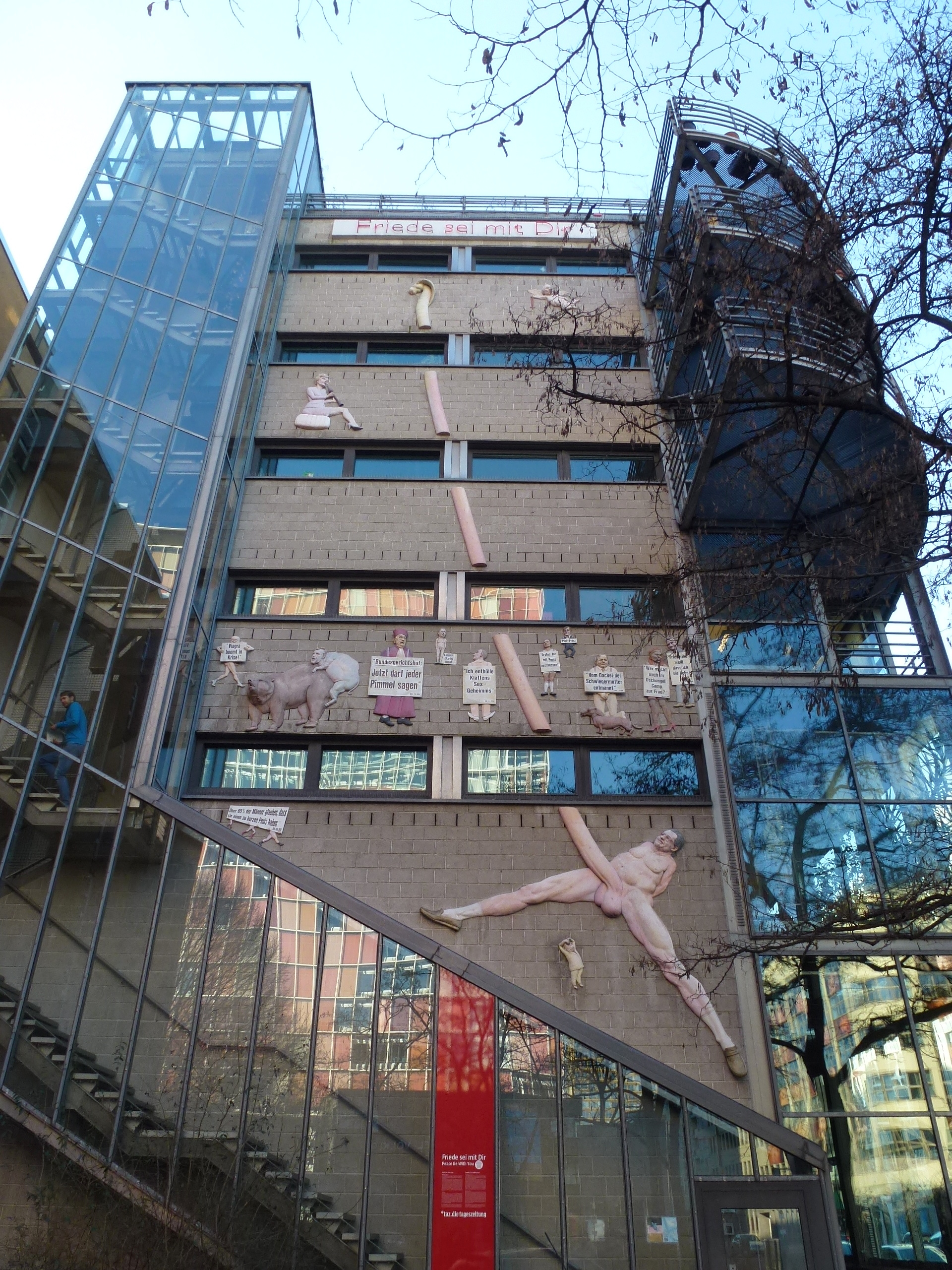
Gesamtansicht des Kunstwerks „Friede sei mit dir“ am TAZ-Gebäude in Berlin

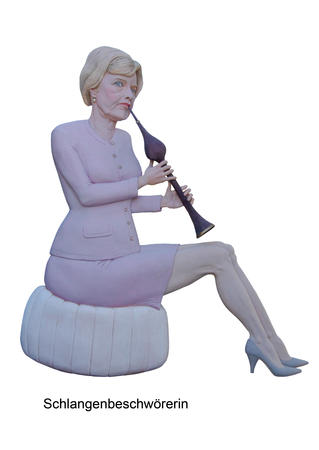
Detail: Friede Springer als Schlangenbeschwörerin

Das Relief Friede sei mit Dir, im Berliner Volksmund auch bekannt als der Pimmel über Berlin, ist ein Kunstwerk des Bildhauers Peter Lenk an der Ostwand des Rudi-Dutschke-Hauses Rudi-Dutschke-Straße 23 in Berlin-Kreuzberg. Die provokante Plastik wurde am 15. November 2009 an die Fassade des damaligen Redaktionsgebäudes der Taz montiert. Friede sei mit Dir illustriert mehr oder weniger bekannte Personen, die unfreiwillig Gegenstand einer Schlagzeile der Bildzeitung waren. Hauptgegenstand des Reliefs ist eine Karikatur über Kai Diekmann mit fünfstöckigem Penis. Im Titel des Kunstwerks bezieht sich Lenk auf die Bild-Verlegerin Friede Springer.

## Hintergrund
Hintergrund für das Kunstwerk ist ein Rechtsstreit um die im Mai 2002 in der taz-Reihe Die Wahrheit erschienene Satire Sex-Schock! Penis kaputt? Deren Autor Gerhard Henschel dichtete Diekmann eine missglückte Operation zur Penisverlängerung an, wogegen wiederum Diekmann gerichtlich nur einen Teilerfolg erringen konnte. Das Landgericht Berlin konstatierte dazu:

„Die Kammer hält dafür, dass derjenige, der – wie der Kläger – bewusst seinen wirtschaftlichen Vorteil aus der Persönlichkeitsrechtsverletzung anderer sucht, weniger schwer durch die Verletzung seines eigenen Persönlichkeitsrechtes belastet wird. Denn er hat sich mit Wissen und Wollen in das Geschäft der Persönlichkeitsrechtsverletzungen begeben“

Lenks Relief bezieht sich zunächst einmal auf diesen Streit über den Text von Gerhard Henschel, thematisiert darüber hinaus eine Reihe von Bild-Schlagzeilen mit zweifelhaftem Inhalt, etwa „Erstes Tor mit Penis geschossen“ (erkennbar: Mario Gómez) oder „Vom Dackel der Schwiegermutter entmannt“.

## Kontroverse
Das Relief führte bei der Taz selbst zu Diskussionen. Taz-Chefredakteurin Ines Pohl, die von der Installation des Kunstwerks offenbar überrascht wurde, forderte in der Debatte, es umgehend wieder zu entfernen. Dort kritisierte sie auch Lenk, der „offensichtlich ein tiefes Männerproblem mit dem Kunstgegenstand teilt: Wer hat denn jetzt den Längeren?“ In der Debatte verteidigte ihr Kollege Philipp Gessler das Relief hingegen als Ausdruck der Kunstfreiheit.
Von Seiten der Taz-Leser gab es eine Anzahl verärgerter Kommentare und Leserbriefe, in denen auch mit Abonnement-Kündigungen und Austritten aus der Taz-Genossenschaft gedroht wurde. Angesichts dieser Widerstände beschloss der Vorstand der Taz am 20. November, den Fries wieder abzubauen. Da dies wiederum von Teilen der Taz-Redaktion nicht akzeptiert wurde, sollte eine eilig für den 25. November einberufene Versammlung der Mitarbeitenden der Taz den Streit schlichten. Im Anschluss wurde der Beschluss zur Entfernung revidiert.
Besondere Beachtung fand im Zuge der Debatte über das Relief vor allem die Reaktion von Kai Diekmann, dem Objekt der Provokation. Anstatt gerichtlich gegen die Plastik vorzugehen, eröffnete dieser auf seinem Weblog kaidiekmann.de seinerseits eine mehrwöchige satirische Agitation, die deutschlandweit in den Medien Beachtung fand. Diekmann machte sich besonders über die interne Uneinigkeit der Taz sowie über deren vermeintliche Verklemmtheit im Umgang mit Lenks Werk lustig. Da er hierin auch den Anwalt der Taz einbezog, den Berliner Rechtsanwalt und Taz-Mitbegründer Johannes Eisenberg, führte dies zu einer Reihe juristischer Streitigkeiten, deren Ergebnis Diekmann vorschrieb, diverse Blog-Einträge wieder zu entfernen.
Als Höhepunkt seiner Provokation ließ Diekmann am 20. November mehrere hundert Exemplare einer satirischen Sonderausgabe der Taz drucken und verteilen, in der er im Namen eines angeblichen Taz-Arbeitskreises Kunst am Bau den Erhalt der Lenk-Plastik forderte. Rekurrierend auf Eisenbergs juristische Aktivitäten gegen seine Blog-Einträge und anspielend auf die Argumentation der Taz-Satire von 2002 enthielt die Zeitung seitenlang nur den Satz „Satire darf alles“. Eine von ihm signierte Druckplatte der gefälschten Zeitung ließ Diekmann einige Tage später Taz-Chefredakteurin Ines Pohl überreichen.